# Girl, You'll Be a Woman Soon
«Girl, You'll Be a Woman Soon» es una canción escrita por Neil Diamond, grabada con la compañía Bang Records, que alcanzó el puesto número 10 de las listas estadounidenses en 1967. Originalmente apareció en el álbum de Diamond Just For You.
Es posible que este tema sea más conocido por la versión que apareció en la banda sonora de Pulp Fiction, rodada en 1994, y que corrió a cargo de la banda de rock Urge Overkill. Este tema ha sido también versionado por Cliff Richard, en 1968, Gary Puckett and the Union Gap, en 1969, la Biddu Orchestra, en 1978, y 16 Volt, en 1998.

## Versión de Neil Diamond

### Lista de canciones
Sencillo vinilo
1. «Girl, You'll Be a Woman Soon		»
2. «You'll Forget»

### Posiciones en las listas
| Lista (1967)               | Posición |
| -------------------------- | -------- |
| U.S. Billboard Pop Singles | 10       |
| Lista (1971)               | Posición |
| Dutch Mega Top 100         | 27       |

## Versión de Urge Overkill
En 1992, Urge Overkill grabó su propia versión de la canción para el EP Stull. Quentin Tarantino encontró el EP en una tienda de discos en Holanda y le gustó tanto que la usó en una escena de Pulp Fiction, la película en que trabajaba en 1994. Esta versión alcanzó el éxito en varios países europeos, alcanzando el puesto #10 en Francia.

### Lista de canciones
Sencillo CD
1. «Girl, You'll Be a Woman Soon» – 3:10
2. «Bustin' Surfboards» Por The Tornadoes – 2:27
3. «Bullwinkle Part II» Por The Centurions – 2:18

### Posición en las listas
| Lista (1994/95)                       | Posición |
| ------------------------------------- | -------- |
| Australian ARIA Singles Chart         | 21       |
| Austrian Singles Chart                | 22       |
| Belgian (Wallonia) Singles Chart      | 29       |
| French SNEP Singles Chart             | 10       |
| New Zealand RIANZ Singles Chart       | 19       |
| UK Singles Chart                      | 37       |
| U.S. Billboard Hot 100                | 59       |
| U.S. Billboard Hot Modern Rock Tracks | 11       |